# Adobe Flash Player
Adobe Flash Player és una aplicació en forma de reproductor multimèdia creat inicialment per Macromedia i actualment distribuït per Adobe Systems. Permet reproduir arxius SWF que poden ser creats amb l'eina d'autoria Adobe Flash, amb Adobe Flex o amb altres eines d'Adobe i de tercers. Aquests arxius es reprodueixen en un entorn determinat (a un sistema operatiu té el format d'aplicació del sistema, mentre que si l'entorn és un navegador, el seu format és el d'un Plug-in o objecte ActiveX). També és utilitzat per a millorar la qualitat de vídeo sobretot d'internet; cada nova versió que ix d'aquest producte fa que la càrrega de vídeo siga millor i més ràpida, els efectes en el vídeo seran millors, vídeo més nítid amb disminució en el pixelat (quadrats grans en el vídeo).
Inclou un llenguatge de programació denominat ActionScript.